# TJ Sokol Milevsko
TJ Sokol Milevsko byla založena dne 6. října 1889. Dne 9. února 1890 se v budově školy konala za účasti 35 členů první valná hromada, která do čela jednoty zvolila MUDr. Josefa Rejšila, jednatelem se stal František Ješ. Sokol se začal rychle rozvíjet a v červnu 1890 měla jednota již 90 členů a 19 dorostenců. Cvičili v městském pivovaře, bývalé tkalcovně a v zahradním sále hotelu Jindřicha Vodňanského. Zde však museli v roce 1923 cvičení zanechat, protože hrozilo zřícení stropu. Roku 1925 byla slavnostně otevřena vlastní sokolovna, která se stala sportovním, kulturním i společenským centrem města a jeho širokého okolí. V současné době se členská základna pohybuje okolo 530 členů.